# Хаджибабатеке
Хаджибабатеке (на турски: Çalıdere) е село в община Лалапаша, област Одрин, Турция.

## География
Село Хаджи баба теке се намира на разстояние 39 km от областния център Одрин и на 12 km от общинския център Лалапаша.

## История
В 19 век Хаджибабатеке е българско село в Одринска кааза на Одринския вилает на Османската империя. Според статистиката на професор Любомир Милетич в 1912 г. в селото живеят 7 български екзархийски семейства.
Българското население на Хаджибабатеке се изселва след Междусъюзническата война в 1913 г.